# ناحیه لنسکی
ناحیه لنسکی (به لاتین: Lensky District) یک منطقهٔ مسکونی در روسیه است که در یاقوتستان واقع شده‌است.